# Barvy všecky
Barvy všecky (2001) je třetí album Zuzany Navarové se skupinou Koa, první po odchodu Ivána Gutiérreze. Obsahuje 14 písniček, tři z nich složil Mário Bihári.
Písnička Lišaji již vyšla před tím na koncertním Zeleném albu (2000), Kamínek vyšel i na prvním, eponymním albu skupiny Mária Biháriho Bachtale Apsa (2011).
Album se umístilo na druhém místě v anketě a nejlepší album prvních třiceti let vydavatelství Indies.

## Seznam písniček
1. Mami, já vodu nechci (Zuzana Navarová d.T.)
2. V buši (Zuzana Navarová d.T.)
3. Taši delé (Zuzana Navarová d.T. / Zuzana Navarová d.T., Iván Gutiérrez)
4. Gautama (Zuzana Navarová d.T.)
5. Piráti (Zuzana Navarová d.T.)
6. Rosa (Zuzana Navarová d.T.)
7. Soske (Mário Bihári / Michal Beník, Mário Bihári)
8. Dnes nefouká vítr, miláčku (Zuzana Navarová d.T.)
9. Pro labutě (Zuzana Navarová d.T.)
10. Indiánská (Zuzana Navarová d.T.)
11. Lišaji (Zuzana Navarová d.T.)
12. Kamínek (Mário Bihári)
13. A Deus (Zuzana Navarová d.T.)
14. Řekni mi, Bože (Mário Bihári)

## Obsazení
- Zuzana Navarová d.T. – zpěv
- Mário Bihári – zpěv, akordeon, piáno (3, 12), klarinet (8, 11)
- Camilo Caller – bicí souprava, perkuse, sbor (3)
- Omar Khaouaj – kytara
- František Raba – kontrabas, elektrická basa (2, 14), sbory (1, 3)